# Jan Dobraczyński
Jan Dobraczyński (Varsovie, 20 avril 1910 - ibidem, 5 mars 1994) est un écrivain catholique, journaliste polonais.

## Biographie
Après des études de droit, il devient écrivain et journaliste. En 1937, il publie son premier livre, une biographie de Bernanos.
Soldat pendant la  campagne de septembre 1939, il entre dans la résistance polonaise. Il commence à écrire Les Envahisseurs (Najeżdźcy). Il prend part à l'Insurrection de Varsovie. 
En tant que responsable de la Division pour les enfants abandonnés au service social de Varsovie, Jan Dobroczyński a aidé les activistes de Żegota à placer des enfants juifs dans des couvents,. Au terme de l'Insurrection, il a été interné au camp de Bergen-Belsen.
Après la guerre, il est membre de l'association PAX, l'organisation catholique collaborant avec les communistes. En 1945, il reprend l'écriture des Envahisseurs, qu'il termine au début de 1946. Publié cette année-là, le livre connaît un très grand succès. Il est considéré comme le chef-d'œuvre de Dobraczyński.
Entre 1953 et 1956, Dobraczyński est rédacteur en chef de Tygodnik Powszechny, un hebdomadaire catholique. En 1982, il est président du Mouvement patriotique de la renaissance nationale (PRON), une organisation mise en place par le régime du général Jaruzelski pour essayer de contrer l’opposition démocratique au communisme. Il est de 1985 à 1989 élu de PAX à la Diète polonaise.
En 1985, Dobraczyński s'est vu attribuer la Croix de la Virtuti Militari et en 1993 le titre de Juste parmi les nations.

## Livres en français
- Les Envahisseurs, coll. « Marabout géant », no 103, Verviers, Gérard, 1960. Trad. Jean Nitman.
- Les Montagnes de la nuit, Paris, Salvator, 1956.
- Celui qui vint la nuit : lettres d'un pharisien, Tours, Mame, 1956.
- Le glaive sacré: l'épopée de Saint Paul, Salvator, 1958.
- Joseph, l'ombre du Père, Varsovie, 1977. Trad. Patrick Auroy et Pierre Lambert, éditions Le Laurier, 2021.